# Јелена Бјењаш
Јелена Бјењаш (Скопље, 17. децембар 1924 — Београд, 4. јануар 2009) била је филмска монтажерка. Радила је монтажу филмова звучних редитељских имена попут Миленка Штрбца, Јована Живановића, Столета Јанковића, Миће Поповића, Хајрудина Крвавца, Вељка Булајића итд.
Радила је монтажу првих пет наслова серијала Зорана Чалића Луде године.
Била је у браку са монтажером Војиславом Вањом Бјењашем.

## Филмографија
| Год.     | Назив                        | Улога            |
| -------- | ---------------------------- | ---------------- |
| 1960.-те |                              |                  |
| 1956.    | Путници са Сплендида         | монтажер         |
| 1957.    | Зеница                       | монтажер         |
| 1958.    | Рафал у небо                 | монтажер         |
| 1958.    | Те ноћи                      | монтажер         |
| 1959.    | Виза зла                     | монтажер         |
| 1960.-те |                              |                  |
| 1960.    | Партизанске приче            | асистент монтаже |
| 1961.    | Небески одред                | монтажер         |
| 1962.    | Сјенка славе                 | монтажер         |
| 1962.    | Чудна девојка                | монтажер         |
| 1963.    | Острва                       | монтажер         |
| 1963.    | Радопоље                     | монтажер         |
| 1964.    | Под истим небом              | монтажер         |
| 1965.    | Три                          | асистент монтаже |
| 1965.    | Горки део реке               | монтажер         |
| 1966.    | Рој                          | монтажер         |
| 1967.    | Хасанагиница                 | монтажер         |
| 1967.    | Дивље семе                   | монтажер         |
| 1967.    | Немирни                      | монтажер         |
| 1969.    | Битка на Неретви             | асистент монтаже |
| 1970.-те |                              |                  |
| 1970.    | Живот је масовна појава      | монтажер         |
| 1971.    | Просјаци и синови            | монтажер         |
| 1971.    | Овчар (филм)                 | монтажер         |
| 1971.    | У гори расте зелен бор       | монтажер         |
| 1972.    | Валтер брани Сарајево        | монтажер         |
| 1973.    | Жута (филм)                  | монтажер         |
| 1976.    | Војникова љубав              | монтажер         |
| 1977.    | Луде године                  | монтажер         |
| 1978.    | Жестоке године               | монтажер         |
| 1979.    | Радио Вихор зове Анђелију    | монтажер         |
| 1980.-те |                              |                  |
| 1980.    | Хајдук (филм)                | монтажер         |
| 1980.    | Дошло доба да се љубав проба | монтажер         |
| 1981.    | Љуби, љуби ал главу не губи  | монтажер         |
| 1983.    | Какав деда, такав унук       | монтажер         |
| 1983.    | Иди ми, дођи ми              | монтажер         |
| 1985.    | Дивљи ветар                  | монтажер         |